# 藤野秀之
藤野 秀之（ふじの ひでゆき、1974年6月29日 - ）は、埼玉県深谷市出身のドリフトドライバー。D1グランプリ（D1GP）に参戦する。深谷市に本社を構える、自動車整備・修理・チューニングなどを手掛ける藤野興業株式会社の代表であり、店舗・ブランド名である「WISTERIA」をチーム名として活動している。ニックネームは「ひで」。D1グランプリでは2017年シリーズチャンピオン、2023年はオーバーオールチャンピオンを獲得している。

## 来歴
D1GPには初年度となる2001年より参戦。マシンはブルーの180SX。2003年まで参戦を続けたが、顕著な成績は残せず一度参戦を休止した。
2006年に主戦場をD1ストリートリーガルに移す。同年はシリーズ15位と低迷したものの徐々に成績が上向き、2008年から2011年にかけて4年連続でシリーズトップ10入りを果たした。2013年の開幕戦間瀬では初優勝を飾った。また、2011年に発足したドリフトマッスルにも参戦を行い、2014年から2016年にかけてシリーズ3連覇を成し遂げた。
2015年にD1GPに復帰し、復帰戦となる開幕戦お台場で準優勝。
2016年からはWISTERIA with TOYO TIRESとしてD1GPにシリーズフル参戦を開始。チームメイトは川畑真人。同年はシリーズ3位、翌2017年にはシリーズチャンピオンに輝いた。。
2018年は同シリーズ6位、2019年・2020年は同3位であった。
2021年は長年使用してきたマシンを日産・180SX (RPS13) からVR38DETT搭載のトヨタ・86 (ZN6) に変更。これは同じTeam TOYO TIRES DRIFTに所属するデイチャポン・ トオインチャロン（ポン）が使用していた車両だが、藤野が幾度となくテストを重ね、エンジン、冷却系、サスペンション、駆動系などフレーム以外ほぼすべてにおいて自身のショップ「WISTERIA」で仕様変更を行い、ブラッシュアップした「VR386」としてD1GPへ参戦。第1・2戦の奥伊吹でそれぞれ2位・4位となりシリーズランキング首位となった。だがその後はやや失速しシリーズ11位でシーズンを終えた。
2022年からは2JZ-GTE搭載のGR86にマシンを変更。製作は自身のショップ「WISTERIA」にて行われたが、同時進行でチームメイトの川畑真人が乗るNEWマシンのGR86も製作した。
第1戦の富士では単走優勝、追走トーナメントでも3位と好成績を収めた。その後も全戦でポイントを獲得し、シリーズ総合6位・単走5位でシーズンを終えた。
2023年は前年と同様にGR86で参戦し、第6戦エビスや第9戦お台場で優勝。最終戦お台場では第2位となり、自身2度目のシリーズチャンピオンに輝いた。同時に同シリーズの2023年単走シリーズチャンピオンとなり、総合・単走どちらもシリーズチャンピオンとなった。
2024年は第7戦の3位が最高位だったものの、第1戦を除く全戦でポイントを獲得し、シリーズ7位で終えた。

## 人物
- 正確で無駄のない走りに定評がある[8]。
- ややネガティブな性格であり、大会で調子を尋ねると渋い顔をして「うーん」と首を捻ることが多い[8]。
- Team TOYO TIRES DRIFTにおいては、チームから用意されたマシンに乗る雇われドライバーではなく、マシンのオーナー兼ドライバーとしてステアリングを握っている。また、自身のマシンのほかチームメイトの川畑真人が乗るマシンのメンテナンスも自身が経営するチューニングショップのWISTERIAで行っており、オーナー・ドライバー・チューナーの一人三役で活動している[9]。
- 関東工業自動車大学校の特別講師を務めている[4]。

## 戦績
D1グランプリ
| 年     | チーム                   | 使用車両                                | 1      | 2      | 3      | 4      | 5        | 6      | 7      | 8      | 9      | 10    | 順位 | ポイント |
| ------ | ------------------------ | --------------------------------------- | ------ | ------ | ------ | ------ | -------- | ------ | ------ | ------ | ------ | ----- | ---- | -------- |
| 2001年 | SEXY DANCE               | 日産・180SX(RPS13)                      | EBI    | NIK 14 | BIH    | EBI 31 | NIK      |        |        |        |        |       |      |          |
| 2002年 | SEXY DANCE               | 日産・180SX(RPS13)                      | BIH    | EBI 58 | SUG    | EBI    | NIK      |        |        |        |        |       |      |          |
| 2003年 | SEXY DANCE               | 日産・180SX(RPS13) 日産・シルビア(PS13) | TSU    | BIH    | SUG    | FSW    | EBI 参戦 | SEK    | TSU 89 |        |        |       |      |          |
| 2015年 | WISTERIA                 | 日産・180SX(RPS13)                      | DAI    | SUZ    | TSU    | EBI    | MAI      | DAI    |        |        |        |       |      |          |
| 2016年 | WISTERIA with TOYO TIRES | 日産・180SX(RPS13)                      | DAI    | FSW    | TSU    | TSU    | EBI      | EBI    | DAI    |        |        |       | 3    | 107      |
| 2017年 | WISTERIA with TOYO TIRES | 日産・180SX(RPS13)                      | DAI 1  | DAI 3  | TSU 15 | MAI 5  | EBI 1    | EBI 11 | DAI 3  |        |        |       | 1    | 131      |
| 2018年 | TEAM TOYOTIRES DRIFT     | 日産・180SX(RPS13)                      | MAI    | MAI    | AUT    | TOK    | TSU      | EBI    | EBI    | DAI    |        |       | 6    | 110      |
| 2019年 | TEAM TOYOTIRES DRIFT     | 日産・180SX(RPS13)                      | TSU    | TSU    | TOK    | TOK    | EBI      | EBI    | AUT    |        |        |       | 3    | 89       |
| 2020年 | TEAM TOYOTIRES DRIFT     | 日産・180SX(RPS13)                      | OKU    | EBI    | EBI    | AUT    | AUT      | EBI    | TSU    | TSU    |        |       | 3    | 108      |
| 2021年 | TEAM TOYOTIRES DRIFT     | トヨタ・86(ZN6)                         | OKU    | OKU    | TSU    | TSU    | EBI      | EBI    | OKU    | OKU    | AUT    | AUT   | 11   | 74       |
| 2022年 | TEAM TOYOTIRES DRIFT     | トヨタ・86(ZN8)                         | FSW 3  | OKU 12 | OKU 7  | EBI 6  | EBI 6    | AUT 8  | AUT 9  | EBI 2  | EBI 11 |       | 6    | 107      |
| 2023年 | TEAM TOYOTIRES DRIFT     | トヨタ・86(ZN8)                         | OKU 6  | OKU 12 | TSU 5  | TSU 7  | EBI 5    | EBI 1  | AUT 8  | AUT -  | TOK 1  | TOK 2 | 1    | 146      |
| 2024年 | TEAM TOYOTIRES DRIFT     | トヨタ・86(ZN8)                         | OKU 18 | OKU 7  | TSU 12 | TSU 10 | EBI 6    | EBI 8  | AUT 3  | AUT 11 | TOK 4  | TOK 8 | 7    | 97       |
| 2025年 | TEAM TOYOTIRES DRIFT     | トヨタ・86(ZN8)                         | OKU 12 | OKU 3  | TSU    | TSU    | EBI      | EBI    | AUT    | AUT    | T.B.A  | T.B.A |      |          |